# Lichterfelde (Wische)
Lichterfelde is een plaats en voormalige gemeente in de Duitse deelstaat Saksen-Anhalt, en maakt deel uit van de Landkreis Stendal.
Lichterfelde telt 311 inwoners.